# John Stuart (1er comte d'Angus)
Pour les articles homonymes, voir John Stuart et Stuart.
John Stuart ou Stewart de Bonkyl (mort en 1331) est un noble écossais du XIVe siècle issu de la maison Stuart qui  fut le 1er comte d'Angus  de la 2e création du titre et & suo jure uxoris Lord d'Abernethy.

## Origine
John Stuart est le fils de Sir Alexandre Stuart de Bonkyll, et le petit-fils de  Alexandre Stuart, 4e Grand Steward d'Écosse. On ignore le nom de sa mère. Sir Alexandre meurt vers 1319, et Stuart hérite les domaines de son père dans le Berwickshire, qui sont centrés autour des baronnies de Bonkyl et Preston, dans les Scottish Borders.

## Comte d'Angus
John Stuart épouse en 1328 Margaret de Abernethy, héritière de la seigneurie d'Abernethy. Son père Sir Alexander d'Abernethy est le dernier seigneur gaélique d'Abernethy, descendant de Gille Míchéil, comte de Fife. Stuart prend les titres de son épouse et il est également anobli par le roi Robert Bruce en 1329, lors de la 2e création du titre de comte d'Angus. Le comté d'Angus a été confisqué à son précédent titulaire Robert de Umfraville qui s'est rangé du côté du roi d'Angleterre lors de la Guerre d'indépendance écossaise, bien, qu'il continue à se proclamer comte d'Angus jusqu'à sa mort en 1325 .
C'est par l'intermédiaire de la relation extra-conjugale de sa petite-fille, Margaret avec William Douglas 1er comte de Douglas, que le comté d'Angus, la seigneurie d'Abernethy et le comitatus qui lui est associé passent aux Douglas en la personne de leur fils Georges Douglas, le premier des  Red Douglas. Ce lien entre les  Douglas comtes d'Angus et la maison Stuart est en grande partie la cause de leur futur conflit avec les comtes de Douglas dit Black Douglas.
John Stuart reçoit la chevalerie en novembre 1331, mais il meurt trois semaines après. Il a comme successeur son fis Thomas Stuart 2e comte d'Angus.

## Source de la traduction
- (en) Cet article est partiellement ou en totalité issu de l’article de Wikipédia en anglais intitulé « John Stewart, 1st Earl of Angus » (voir la liste des auteurs).